# Église Notre-Dame-des-Neiges de Petrovaradin
Pour les articles homonymes, voir Église Notre-Dame-des-Neiges.
L'église Notre-Dame-des-Neiges de Petrovaradin (en serbe cyrillique : Црква Снежне Госпе ; en serbe latin : Crkva Snježne Gospe) est une église catholique et un couvent situés à Petrovaradin, dans la municipalité de Petrovaradin et sur le territoire de la ville de Novi Sad, en Serbie. L'église est inscrite sur la liste des monuments culturels protégés de la république de Serbie (identifiant no SK 2026).
L'église est située dans un couvent dont l'origine remonte à 1716.

## Présentation

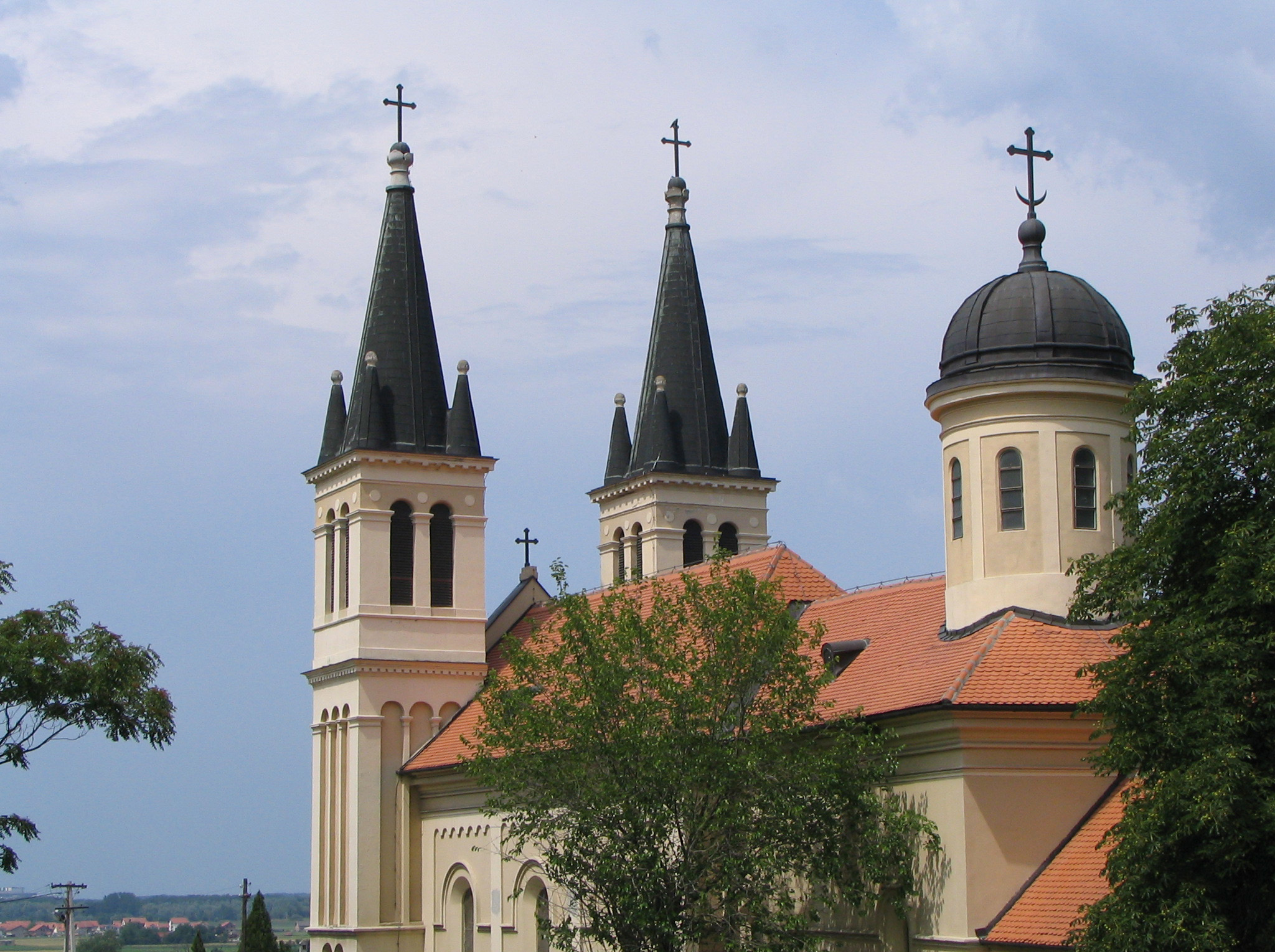
Autre vue de l'église

L'actuelle église Notre-Dame-des-Neiges a été construite en 1881 sur des plans de l'architecte Hermann Bollé, à l'instigation du prêtre et poète Ilija Okrugić et de l'évêque Josip Juraj Strossmayer. Elle est caractéristique d'une architecture qui mêle le style néo-gothique et le style néo-roman.
L'église est constituée d'une nef unique prolongée par une sacristie située derrière l'autel. La nef est divisée en trois travées par des piliers jumeaux ; elle est plus large que le chœur et que la sacristie ; elle est voûtée en berceau, tandis que le chœur est dominé par une coupole. Un orgue est placé au-dessus du narthex.
À l'extérieur, le dôme correspondant à la coupole est surmonté d'une croix et d'un croissant, mélange qui symbolise le fait qu'historiquement les lieux ont été occupés par les Chrétiens aussi bien que par les Musulmans. La façade principale est organisée autour du porche d'entrée surmonté d'une rosace puis d'un pignon triangulaires ; elle est flanquée par deux tours-clochers carrées dominées par une toiture conique et chacune surmontée d'une croix ; autour du cône principal se trouvent également quatre cônes plus petits qui contribuent à la décoration de l'ensemble.

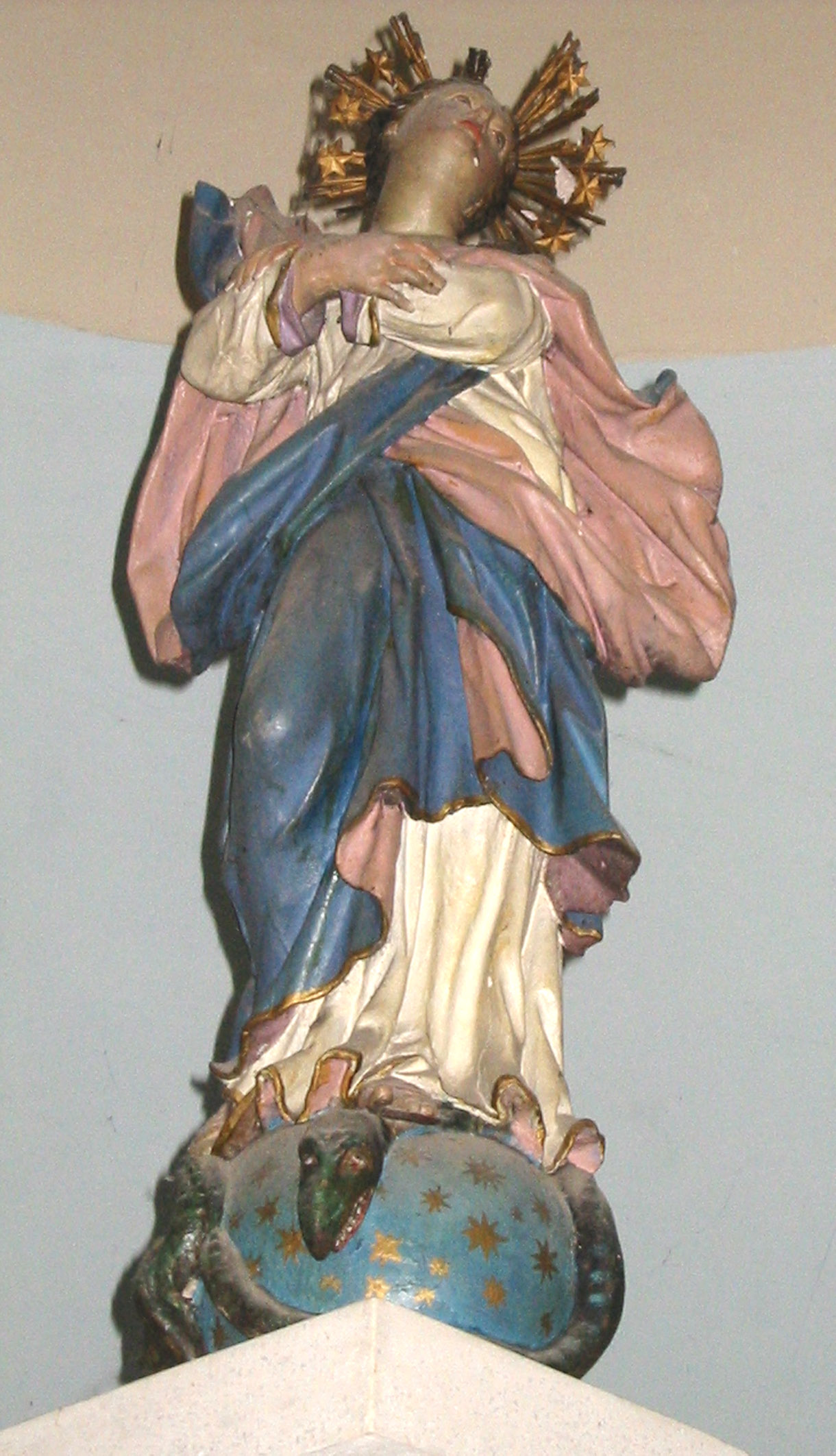
Statue de l'Immaculée Conception sur l'autel de l'église